# Фюриъс (линеен крайцер, 1916)
Фюриъс (на английски: HMS Furious) е „лек линеен крайцер“ или „голям лек крайцер“ на Британския Кралски флот от времето на Първата световна война. По-късно е преустроен като самолетоносач. „Фюриъс“ става своеобразно развитие на доста екстравагантния проект за линейни крайцери тип „Корейджъс“, различаващ се от тях с още по-големия си главен калибър. Обаче още на стапела той е преправен на авионосен крайцер, а след това е престроен като пълноценен самолетоносач. „Фюриъс“ е един от самолетоносачите на Втората световна война и участва в различни операции, внасяйки важен принос в обраната на Малта.

## История на създаването
Официалната версия за създаването на линейните крайцери от типа „Корейджъс“/„Фюриъс“ е свързана с т.нар. „Балтийски проект“ на лорд Фишър, предложен през 1909 г.
Поради своите доста своеобразни характеристики и общата небалансираност на проекта „Фюриъс“ получава от моряците унищожителния прякор Spurious („Фалшив“).

## Конструкция
Изначално явяващ се лек линеен крайцер HMS Furious е променян цели четири пъти. Изиграва важна роля в развитието на самолетоносачите и се явява образец за еволюцията на самолетоносачите, всички основни етапи на която намират отражение в преустройствата на този кораб. Още повече, двете първи преустройства изиграват ключова роля в еволюцията на самолетоносачите.

### Първоначален проект
Представлява лек линеен крайцер с две 457-милиметрови оръдия в еднооръдейни кули на носа и кърмата.

### Авионесен крайцер
Решението да се престрои лекият линеен крайцер в авионосещ е взето още преди края на строителството на кораба. То е продиктувано от това, че нуждата от самолетоносачи е най-остра именно в Британския флот. Особеностите на бойните действия за Британския флот се заключават в това, че той трябва да се противопостави на такива нови видове оръжие, като подводниците, аеропланите и дирижаблите, без получаване на пълноценна помощ от своята брегова авиация. И за това още през първата година на войната британците трябва спешно да преоборудват граждански съдове в самолетоносачи, въоръжавайки ги с хидроплани. Обаче опитът от експлоатацията показва съществения недостатък от подобни преоборудвани съдове – спускането и подемът на хидропланите при вълнение представлява съществен проблем.
Това кара британското Адмиралтейство да превърне недостроения крайцер в авионосещ, за което от него са свалени носовото оръдие, оборудвана е 50-метрова палуба за излитане, с наклон надолу по посоката на излитане. Цялото крайцерско въоръжение на кърмата е съхранено, и се състои от едно 457-мм оръдие на главния калибър, единадесет 140-мм противоминни оръдия, две 76-мм зенитки и шест торпедни апарата. Под палубата за излитане се намира хангар за четири хидроплана „Шорт“ и шест палубни аероплана „Сопуич Пъп“. Спускът на вода на авионосещия крайцер е на 27 юни 1917 г.
В хода на експлоатацията става ясно, че полетната палуба е толкова малка, че за безопасно кацане пилотът трябва да каца с палубния самолет подобно на хидросамолет във водата, а не на палубата. От всички опити за кацане върху палубата само опитът от 2 август 1917 г. е успешен, а опитът от 7 август същата година завършва с авиокатастрофа. В двата опита взема участие лейтенант Edwin Harris Dunning (Едуин Харис Данинг) на самолет „Совуич Пъп“. При първия опит е успешно пълното изравняване на скоростта на самолета със скоростта на плаващия на пълен ход кораб и матросите с ръце придърпват ниско „зависналия“ аероплан. При втория опит изравняването на скоростите е неуспешно – самолетът се преобръща през дясното крило и пада зад борда, под форщевена на плаващия на пълен ход кораб. По време на падането пилотът губи съзнание и потъва с кабината на самолета.

### Самолетоносач с палуби за излитане и кацане
Във връзка с проявилите се проблеми с кацането на самолетите на крайцера още през ноември 1917 г. крайцерът отново влиза за преустройство и след свалянето на кърмовото оръдие, а също и на гротмачтата, оборудват на кърмата допълнителна палуба за „кацане“ с дължина 100 метра и ширина 30 метра. Отстрани на надстройките на кораба, разделящи палубата за излитане и кацане, са сложени релси с вагонетки за транспортиране на самолетите. На носа е оборудвана стартова количка – прототип на авиокатапулт. А на палубата за кацане – експериментални аерофинишери, спиращи самолета за сметка на система от блокове, гасящи кинетичната енергия на самолета чрез подем на специални товари. Допълнително зад палубните надстройки на особена рама е разположена мрежа за улавяне на непогасилия при кацането скорост самолет. Броят на самолетите нараства до двадесет, а крайцерското въоръжение е заменено с десет 140-мм противоминни оръдия и шест 102-мм зенитки, добавени са 4 тритръбни надводни торпедни апарата пред кърмовия хангар.
Престроеният „Фюриъс“ се връща в строй през март 1918 г., но на първо време воюва без аерофинишери. При експлоатацията става ясно, че проблемите с кацането върху самолетоносача така и не са решени. Така например при бойния полет от 19 август 1918 г. от седемте самолета, успешно бомбардирали хангарите с Цепелините L-54 и L-50, нито един не успява да кацне на самолетоносача – пет самолета се разбиват при кацането, един пилот загива; два самолета, отказали се от кацане на самолетоносача, кацат в неутрална Дания. Всички девет последващи експериментални кацания завършват с авиокатастрофа. След изследвания се изяснява, че на кацането пречат въздушните вихри от централната надстройка на кораба (включая и комина), възникаващи както при движението на кораба, така и при вятър.

### Гладкопалубен самолетоносач с допълнителна наклонена палуба за излитане
Опитът от експлоатацията на HMS Furious, показващ причината за проблемите с кацането върху самолетоносача е отчетен при построяването на първия гладкопалубен самолетоносач – HMS Argus, който няма палубни надстройки и е спуснат на вода на 16 септември 1918 г. Обаче преустройството на самия „Фюриъс“ е отложено отначало по причина острата нужда от самолетоносачи, а след това поради края на самата война. Самолетоносачът е изпратен за преустройство през 1922 г., но независимо от опита от експлоатацията на HMS Argus, показващ нуждата от надстройка, носеща командния мостик, средствата за наблюдение и свръзка, премахвайки всички надстройки от „Фюриъс“, така и не поставят остров. По мнение на Героя на Съветския съюз, вицеадмирал Г. И. Щедрин, А. Григориев, Г. Смирнов и В. Смирнов, това решение може да се обясни с желанието на Британското адмиралтейство „да не слага всички яйца в една кошница“, тъй като само опитът от експлоатация може да покаже полезността или вредността на „острова“, освен това не е ясно, как по-добре да се отвежда дима. И ако на HMS Eagle коминът се намира на „острова“, а на HMS Argus димът излиза от кърмата, то при HMS Furious е използвана по-сложна система за димоотвеждане. По време на поход димът, както и на HMS Argus, излиза от кърмата, а по време на пуск и кацане на самолети димът се охлажда с вода, след това с въздух, след което се изхвърля от мощни вентилатори по бордовете. Освен с усъвършенствана система за димоотвеждане, Furious е снабден с двуетажен хангар с два асансьора. Покривът на горния хангар, с дължина от три четвърти корпус, е и основната полетна палуба, а предният край на покрива на по-дългия долен хангар служи за допълнителна палуба за излитане, предназначена за изтребители-биплани и имащ наклон към форщевена. Всички катапулти и аерофинишери са премахнати като ненужни, а вместо надстройките са поставени три командни мостика. Мостикът на десния борд е предназначен за капитана (командира) и вахтения, а на левия е за авиационното командване. Централният е разположен на подемната платформа и може да се спуска под палубата. Хангарите вместяват 33 самолета. Собственото въоръжение се състои от десет 140-мм противоминни оръдия, шест 102-мм универсални оръдия и дванадесет торпедни апарата на кърмата. Спускът на вода е през 1925 г.

### Пълноценен самолетоносач
През 1939 г., след 14 години експлоатация, „Фюриъс“ най-накрая получава неголяма надстройка с тринога мачта, далекомери и малокалибрени зенитни оръдия. Торпедните апарати и противоминните 140-мм оръдия са свалени, а броят на универсалните 102-мм оръдия се увеличава двойно (от 6 на 12), също са поставени тридесет и две 40-мм и двадесет и две 20-мм скорострелни зенитки. Част от оръдията и зенитките са поставени на носа – на бившата допълнителна палуба за излитане.

## Коментари
1. ↑  Всички неуточнени данни са приведени към момента на влизане в строй.